# Reforma, Tapachula
Reforma är en ort i Mexiko.   Den ligger i kommunen Tapachula och delstaten Chiapas, i den sydöstra delen av landet, 900 km sydost om huvudstaden Mexico City. Reforma ligger 1 737 meter över havet och antalet invånare är 126.
Terrängen runt Reforma är huvudsakligen bergig, men söderut är den kuperad. Runt Reforma är det tätbefolkat, med 343 invånare per kvadratkilometer. Närmaste större samhälle är Huixtla, 17,2 km sydväst om Reforma. I omgivningarna runt Reforma växer i huvudsak städsegrön lövskog.